# 馬沙溝

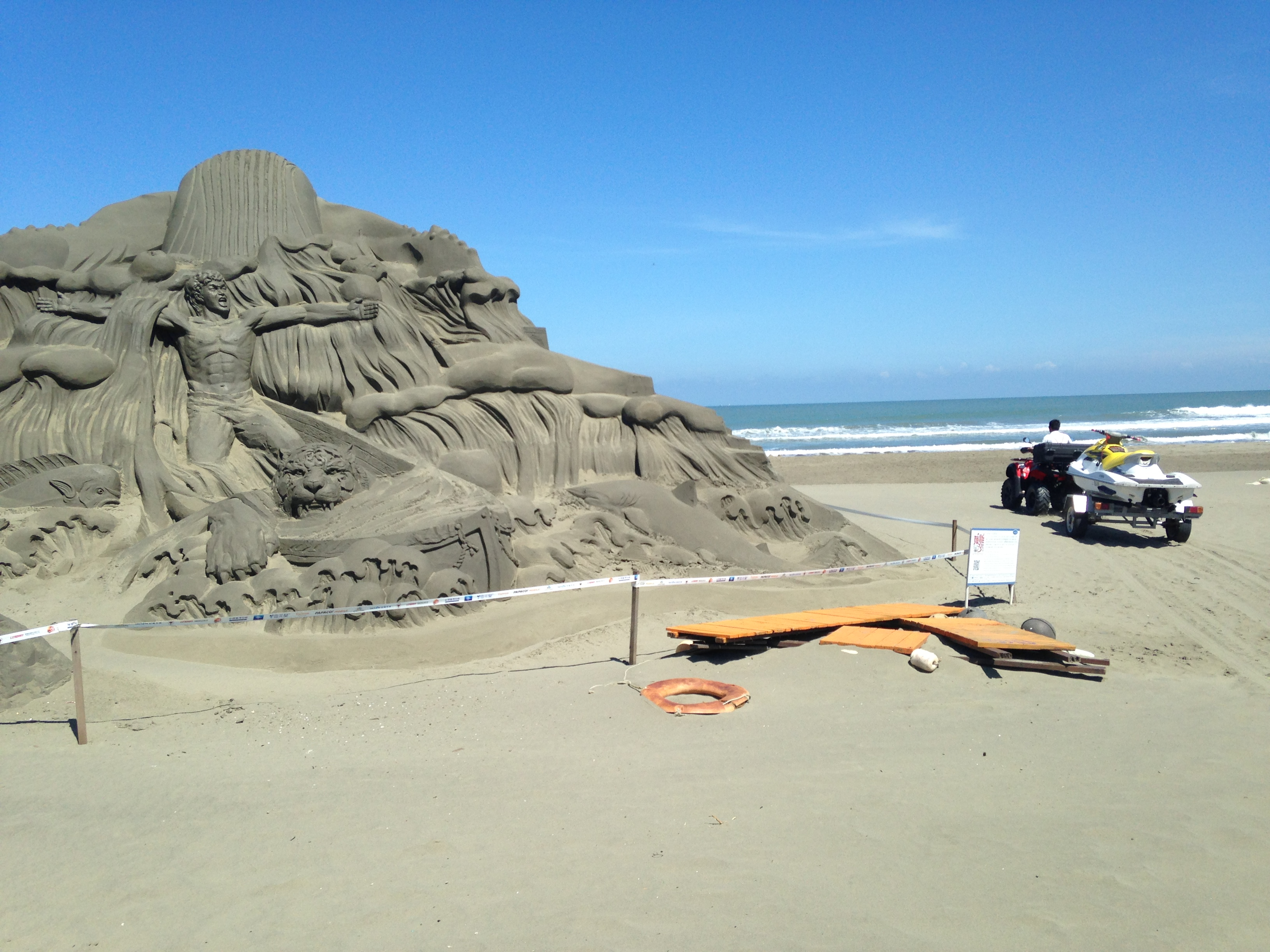
馬沙溝濱海遊憩區

馬沙溝（西拉雅語：Masakau）位於臺灣臺南市將軍區的長沙里、平沙里，將軍溪出海口南側。有長沙與平沙兩村落，擁有兩座漁港及一座濱海遊憩區。因近年舉辦海灘派對而逐漸知名。舊南瀛八景之一「綠汕帆影」之所在。
將軍區長沙里、平沙里的名稱中的「沙」字，即是來自於馬沙溝。而將軍區的馬沙溝與頂山子腳、下山子腳、北埔四地因為同是吳姓開墾之地，故合稱「四埔」，吳姓家族對外自稱為「四埔吳」。

## 地名由來
馬沙溝地名很早，早在1610年代的《福建海防圖》中就出現標示「馬沙港」的地名。根據清朝方志的記載，馬沙溝與北門嶼斜對，南隔青鯤鯓沙線六里，原本應為濱外沙洲，後來才與陸地連在一起。故過去有人認為馬沙溝的地名與當地原為濱外沙洲有關。
但學者黃文博認為，該地名是因為「馬加、鯊魚多在水濁的沙溝底始易捕獲」而來，並加上開庄者陳馬洲名字中的「馬」字而來。而學者楊森富則認為馬沙溝之名來自西拉雅語中MASAKAU之音譯，「MA」是接頭語，而「SAKAU」同「SAKAN」，為漁港之意，而「AU」則為地名語尾。

## 景點
- 將軍漁港
- 馬沙溝濱海遊憩區

## 有名人士
- 吳清友，知名台灣企業家，誠品書店的創辦人。

## 交通資訊
- 台61線292k將軍交流道
- 公車：大台南公車[3]

| 編號       | 路線                             | 停靠站                    |
| ---------- | -------------------------------- | ------------------------- |
| 藍10       | 佳里－馬沙溝－將軍漁港           | 馬沙溝站 將軍漁港站       |
| 藍10區間車 | 佳里－馬沙溝                     | 馬沙溝站                  |
| 藍20       | 佳里－台區－青鯤鯓－馬沙溝遊憩區 | 將軍漁港站 馬沙溝遊憩區站 |